# Ampulex denticollis
Ampulex denticollis là một loài côn trùng cánh màng trong họ Ampulicidae, thuộc chi Ampulex. Loài này được Cameron miêu tả khoa học đầu tiên năm 1910.

## Phân loài
- Ampulex denticollis denticollis, Cameron, 1910[2]
- Ampulex denticollis rufithorax, Arnold, 1931[3]